# Jopie van Oudtshoorn
Jopie van Oudtshoorn (5 febbraio 1976) è un ex velocista sudafricano.

## Palmarès

### Mondiali
- 1 medaglia:
  - 1 bronzo (Siviglia 1999 nella staffetta 4x400 m)

### Universiadi
- 1 medaglia:
  - 1 bronzo (Palma di Maiorca 1999 nei 400 m piani)